# 沈渔邨
沈渔邨（1924年1月6日—），女，汉族，浙江杭州人，中国精神病学专家，中国工程院院士。

## 生平
1951年毕业于北京大学医学院。1955年毕业于苏联医学科学院，获副博士学位。1997年当选为中国工程院院士。